# Hugh Meade
Hugh Allen Meade (* 4. April 1907 in Netcong, Morris County, New Jersey; † 8. Juli 1949 in Washington, D.C.) war ein US-amerikanischer Politiker. Zwischen 1947 und 1949 vertrat er den Bundesstaat Maryland im US-Repräsentantenhaus.

## Werdegang
Hugh Meade besuchte die öffentlichen Schulen seiner Heimat. Im Jahr 1923 zog er nach Baltimore in Maryland. Dort besuchte er bis 1925 die Loyola High School und danach bis 1929 das Loyola College. Nach einem anschließenden Jurastudium an der University of Maryland und seiner 1933 erfolgten Zulassung als Rechtsanwalt begann er in Baltimore in diesem Beruf zu arbeiten. Gleichzeitig schlug er als Mitglied der Demokratischen Partei eine politische Laufbahn ein. Im Jahr 1934 gehörte er zum Stab von Gouverneur Albert Ritchie. Von 1934 bis 1936 saß Meade im Abgeordnetenhaus von Maryland; zwischen 1938 und 1946 war er stellvertretender Attorney General dieses Staates. Diese Zeit wurde in den Jahren 1944 und 1945 durch seine Militärzeit im Zweiten Weltkrieg unterbrochen, an dem er als Offizier der US Navy teilnahm.
Bei den Kongresswahlen des Jahres 1946 wurde Meade im zweiten Wahlbezirk von Maryland in das US-Repräsentantenhaus in Washington gewählt, wo er am 3. Januar 1947 die Nachfolge von Harry Streett Baldwin antrat. Da er im Jahr 1948 von seiner Partei nicht zur Wiederwahl nominiert wurde, konnte er bis zum 3. Januar 1949 nur eine Legislaturperiode im Kongress absolvieren. Nach dem Ende seiner Zeit im US-Repräsentantenhaus war Hugh Meade Berater des Kongressausschusses, der sich mit der Fischerei und der Handelsmarine befasste. Er starb am 8. Juli 1949 in der Bundeshauptstadt Washington und wurde in Baltimore beigesetzt.